# José Monegal
José Monegal Sorondo (Melo, 25 de julio de 1892 - Montevideo, 4 de noviembre de 1968) fue un escritor y periodista uruguayo. Su narrativa de género gauchesco tiene como escenario al mundo rural de su país, en particular la zona fronteriza con Brasil.

## Biografía
Nació en Melo, Cerro Largo, en 1892. Junto con su hermano Casiano «Cacho» Monegal (1888-1944) se inició como escritor en el periódico El Deber Cívico en Melo fundado en 1885 por su padre, el periodista local Cándido Monegal (1854 - 1941). Su madre, Paula Sorondo, era maestra de educación primaria. Estudió guitarra española y en los años 1920 fue becado por la intendencia municipal de Cerro Largo para continuar su formación en España. En la misma época comenzó a dedicarse al dibujo y la pintura. Apenas dos de sus pinturas se conservan en colecciones públicas y están en el Museo Regional de Cerro Largo, en Melo.
Dirigió el periódico familiar junto con Julio Estavillo hasta radicarse en Montevideo en 1945. Publicó en el diario El País una serie de trabajos sobre la historia del partido Nacional, del que formaba parte, y que se recopilaron en el libro Esquema de la historia del Partido Nacional (1959). En 1942 había publicado una biografía de Aparicio Saravia.
En el suplemento dominical de El Día publicó desde 1950 a 1968 unos trescientos cincuenta cuentos de su autoría ilustrados por él mismo, de temática rural, en su mayoría de corte realista ambientados en la zona fronteriza de Uruguay con Brasil. También escribió relatos de corte fantástico basados en el folclore de la región. Durante su vida se publicaron cuatro antologías de sus cuentos, seleccionadas por Heber Raviolo, Julio C. da Rosa, Ruben Cotelo y Washington Benavides. Ediciones de la Banda Oriental publicó la mayoría de las recopilaciones que aparecieron tras su fallecimiento y Juana de Ibarbourou prologó en 1975 la publicación de su obra poética Resurrección del Gaucho. El hombre en la isla perdida.
Su novela más conocida es Memorias de Juan Pedro Camargo (1958), recreación del tradicional relato de Juan el Zorro, varias veces tratado en la literatura uruguaya de temática rural, por Francisco Espínola, Serafín J. García, Adolfo Montiel Ballesteros y otros.
Permanecen inéditas novelas, obras teatrales, ensayos, un guion de cine y varios cuentos suyos. Falleció en Montevideo el 4 de noviembre de 1968.
Fue tío del crítico literario uruguayo Emir Rodríguez Monegal.

## Obras

### Novelas
- Nichada (Apuntes de un indio de la selva ecuatorial). Montevideo, Nueva América, 1938.
- Memorias de Juan Pedro Camargo. Montevideo, Cisplatina, 1958. (Reedición: Montevideo, Ediciones de la Banda Oriental, 1968. Prólogo de Washington Benavides)

### Ensayos
- Vida de Aparicio Saravia. Montevideo, A. Monteverde y Cía, 1942.
- Esquema de la historia del Partido Nacional. Montevideo, Cisplatina, 1959.

### Cuentos
- 12 cuentos. Montevideo, Banda Oriental, 1963. (Selección de Heber Raviolo)
- Cuentos. Montevideo, Librería Blundi, 1966. (Selección y prólogo de Julio C. da Rosa)
- Nuevos Cuentos. Montevideo, Alfa, 1967. (Selección de Ruben Cotelo)
- Cuentos Escogidos. Montevideo, Banda Oriental, 1967. (Selección y prólogo de Washington Benavides)
- Cuentos de bichos. Montevideo, Banda Oriental, 1973. (Selección y prólogo de Washington Benavides) póstumo
- El tropero macabro y otros cuentos. Montevideo, Banda Oriental, 1978. (Selección de Heber Raviolo y Washington Benavides. Prólogo de Washington Benavides) póstumo
- Cuentos de milicos y matreros. Montevideo, Banda Oriental, 1993. (Selección y prólogo de Pablo Rocca) póstumo
- Cerrazón y otros cuentos. Montevideo, Banda Oriental, 2007. (Selección de Heber Raviolo. Prólogo de Pablo Rocca) póstumo
- La receta del negro Antenor y otros cuentos. Montevideo, Banda Oriental, 2012. (Selección y prólogo de Magdalena Coll) póstumo

### Poesía
- Resurrección del Gaucho. El hombre en la isla perdida. Montevideo, 1975. (Prólogo de Juana de Ibarbourou) póstumo